# Oranjeboom (herdenkingsboom)

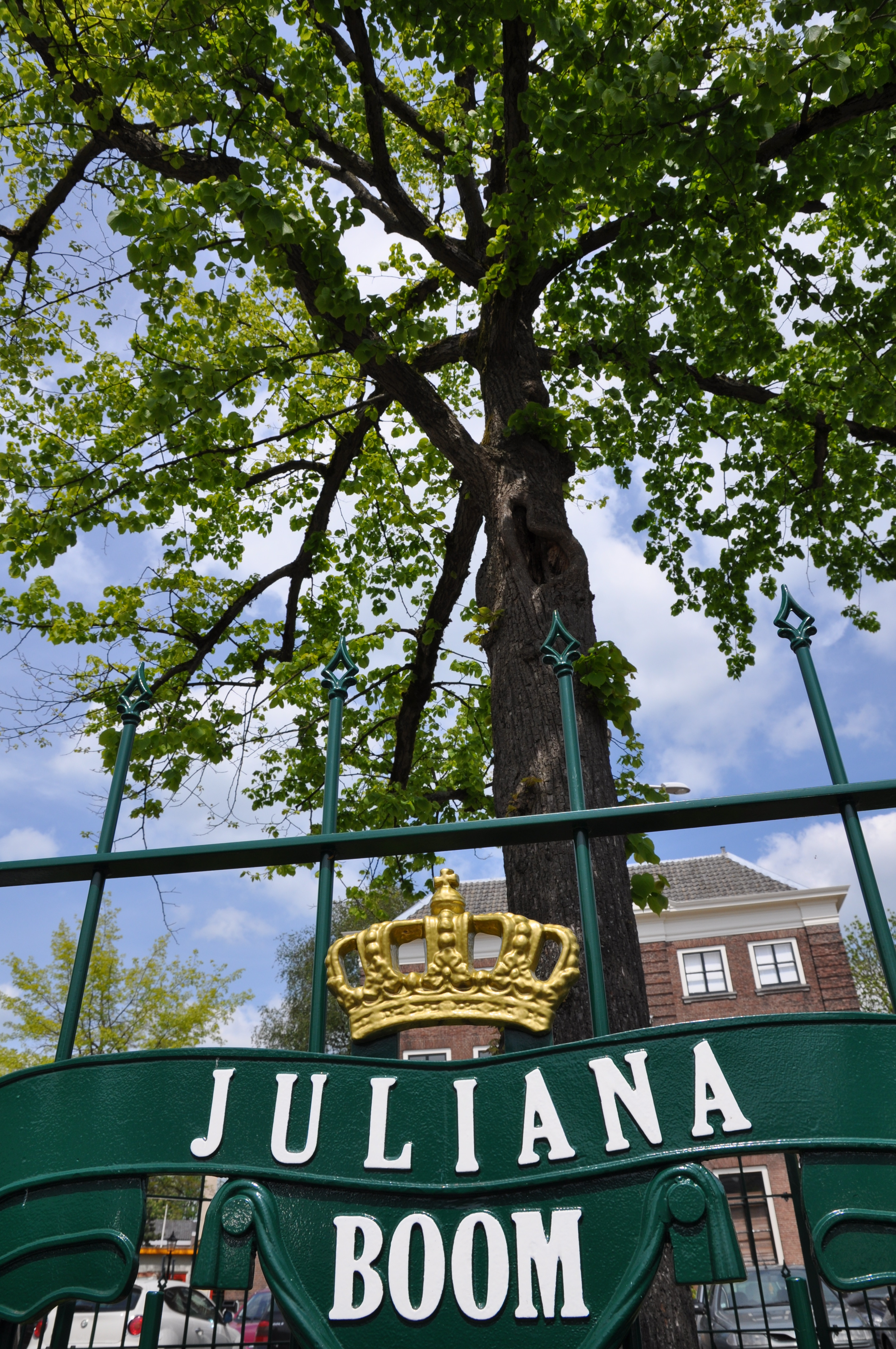
Julianaboom in Schoonhoven met vernieuwd hek

Een Oranjeboom is een boom die is geplant ter gelegenheid van belangrijke levensgebeurtenissen van de Nederlandse koninklijke familie, zoals een geboorte, kroonjaar of huwelijk. Oranjebomen worden ook wel Emmabomen, Wilhelminabomen, Julianabomen, Beatrixbomen, Willem-Alexanderbomen of Amaliabomen genoemd.
Er zijn in Nederland veel Oranjebomen. Deze worden vaak omgeven door een gietijzeren hek dat doet denken aan een kroon. Ook is er meestal een tekst aan het hek bevestigd of staat er een bordje bij de boom.
Voor prinses Juliana werden bomen geplant ter ere van haar geboorte in 1909 en ter ere van haar huwelijk in 1937.

## Afbeeldingen

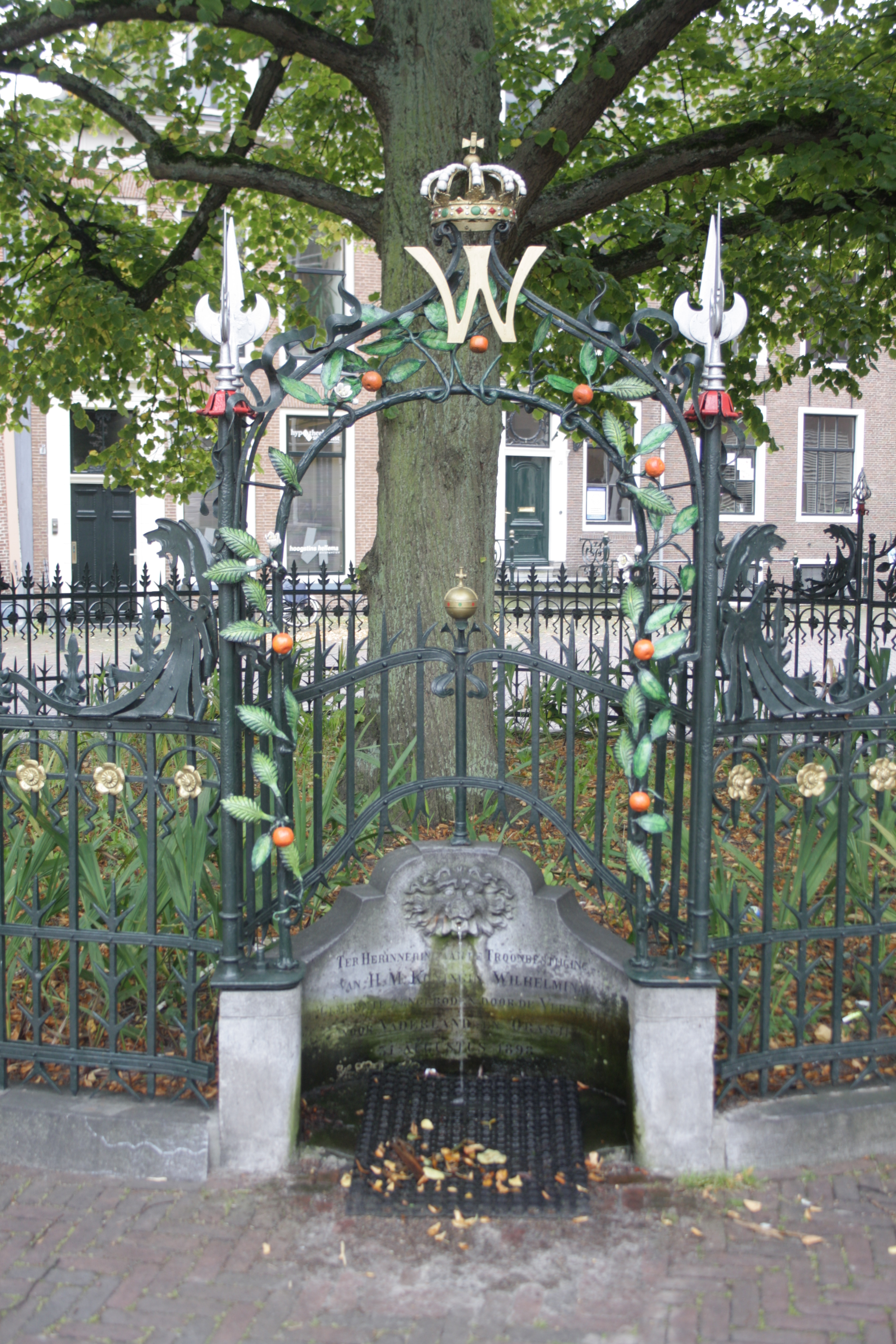
Wilhelminaboom, Leeuwarden, geplant ter gelegenheid van de troonsbestijging van Wilhelmina in 1898.
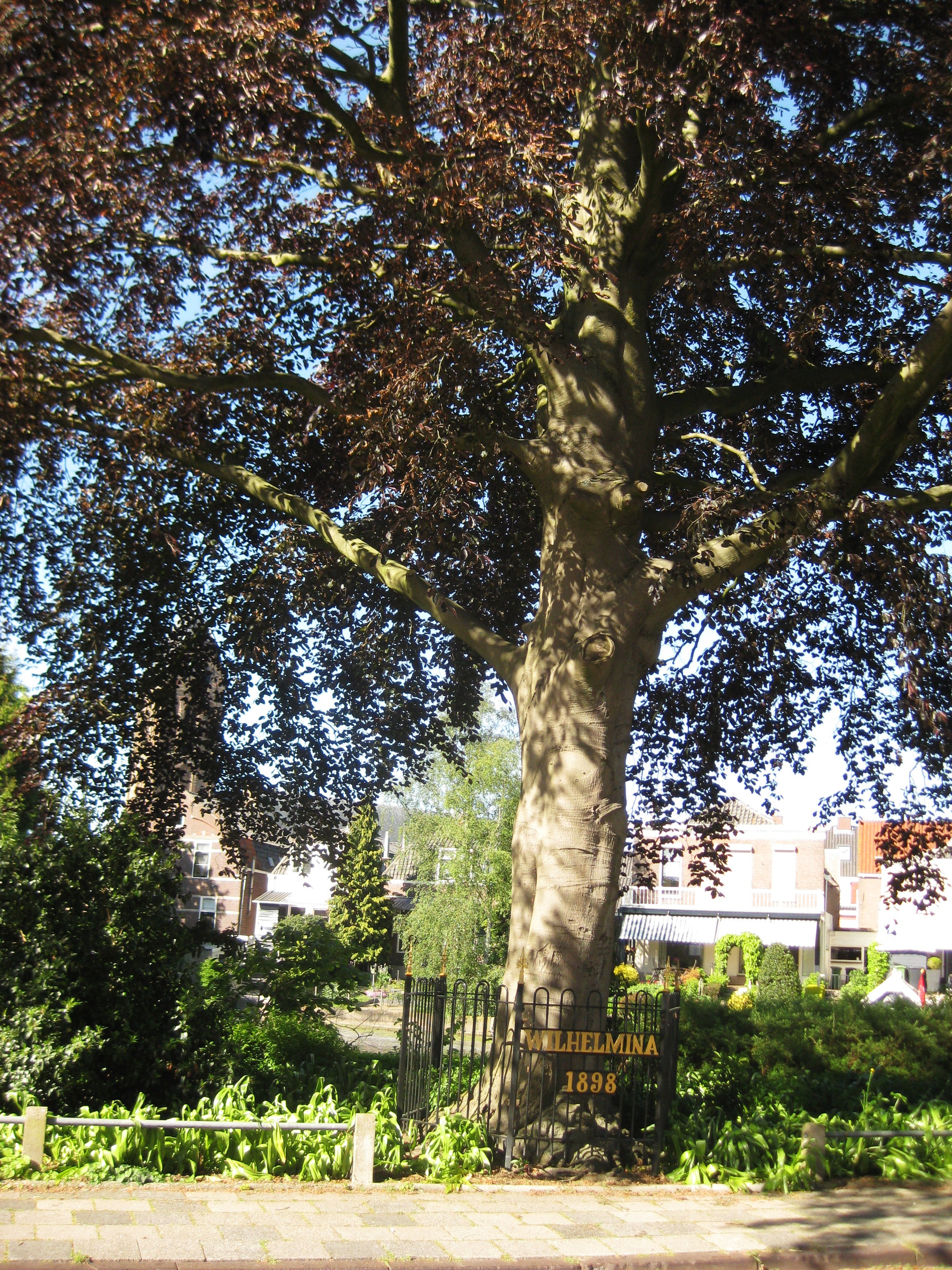
Wilhelminaboom aan de IJsselvere in Oudewater. Geplant in 1898.
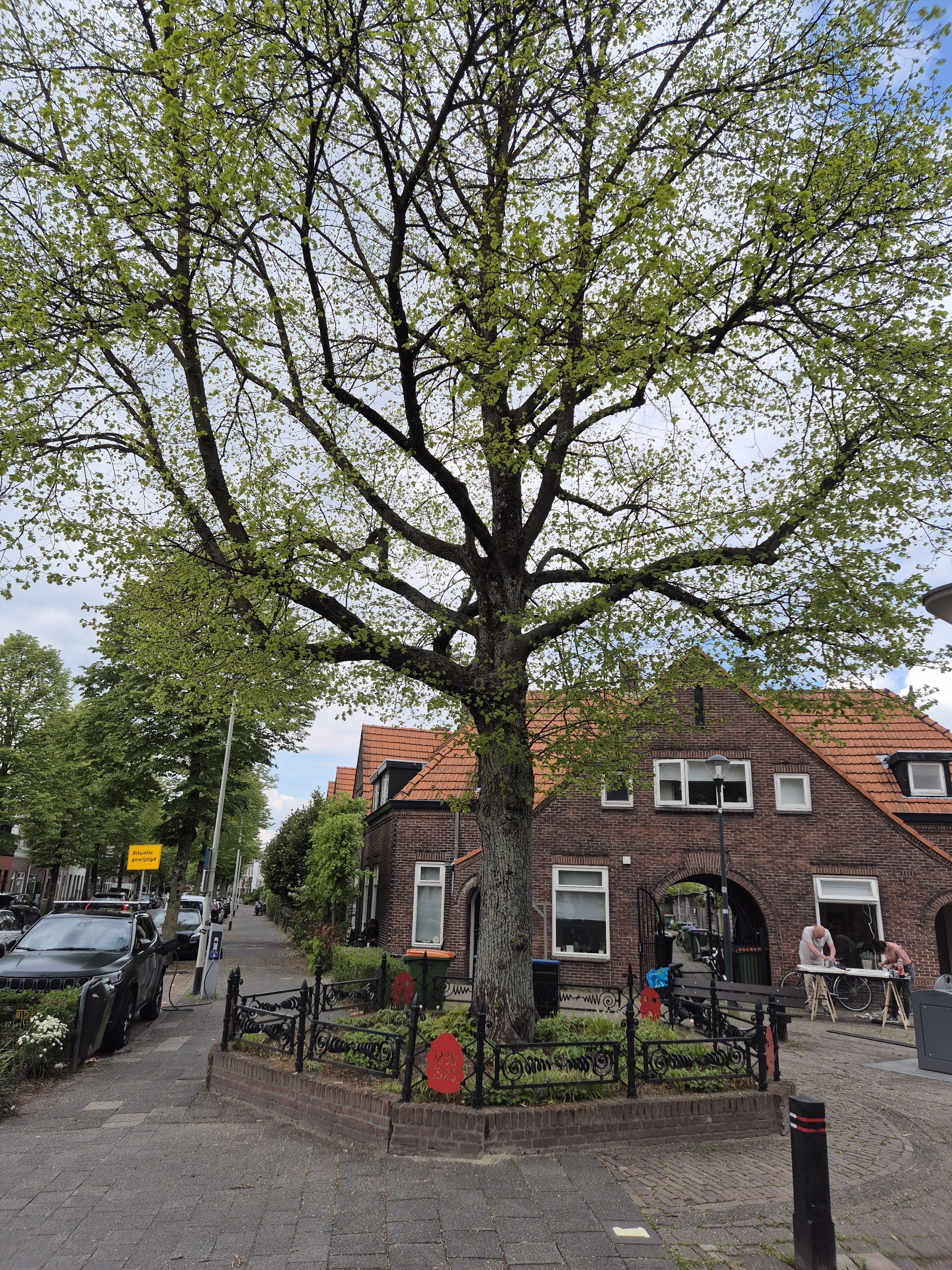
Wilhelminaboom op de hoek Gaffelstraat/Prins Hendrikstraat Breda geplant t.g.v. het 25-jarige Regeringsjubileum van Koningin Wilhelmina op 29-7-1923.
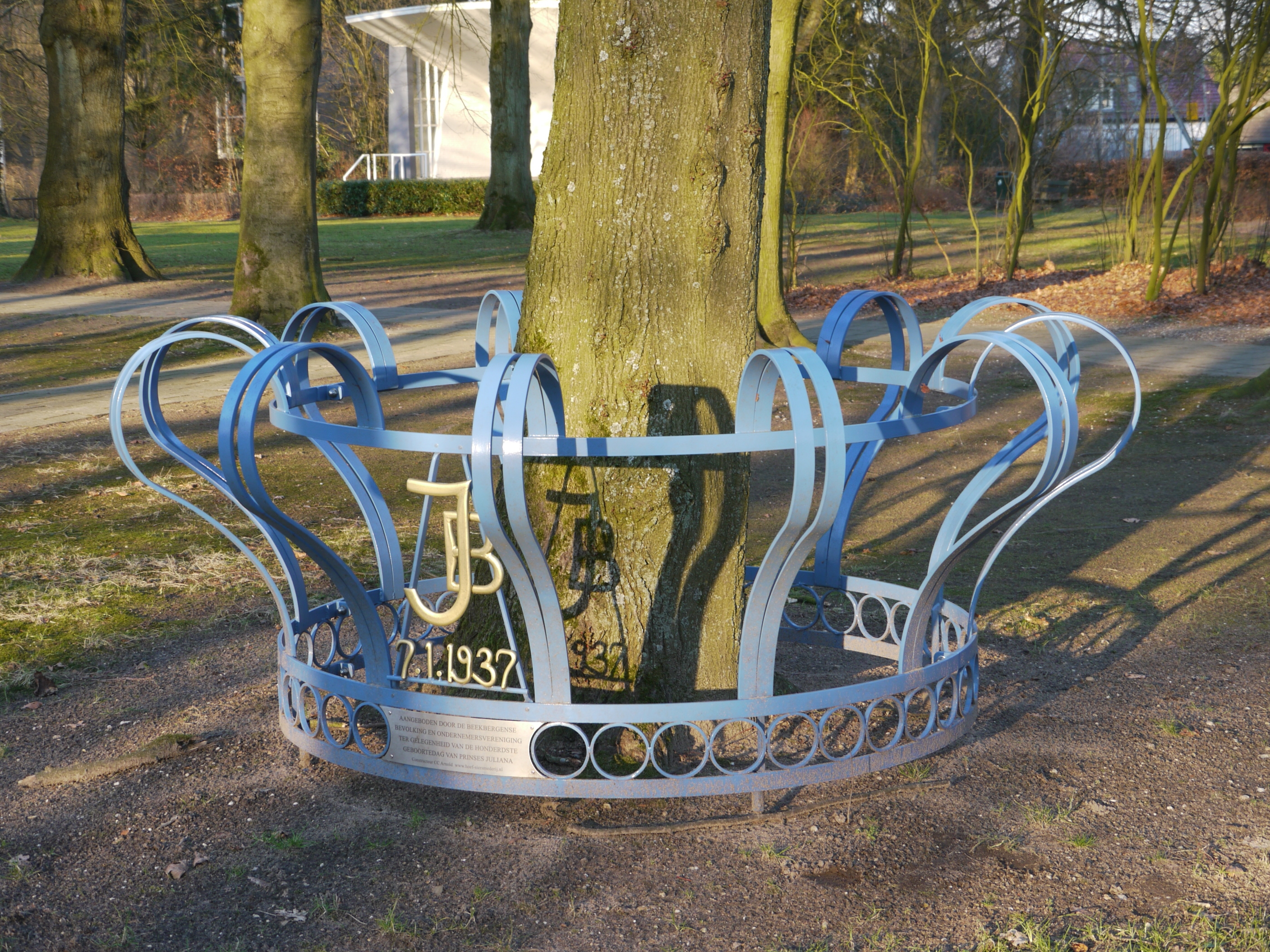
Julianaboom, Beekbergen, geplant ter ere van het huwelijk van prinses Juliana en prins Bernhard in 1937.
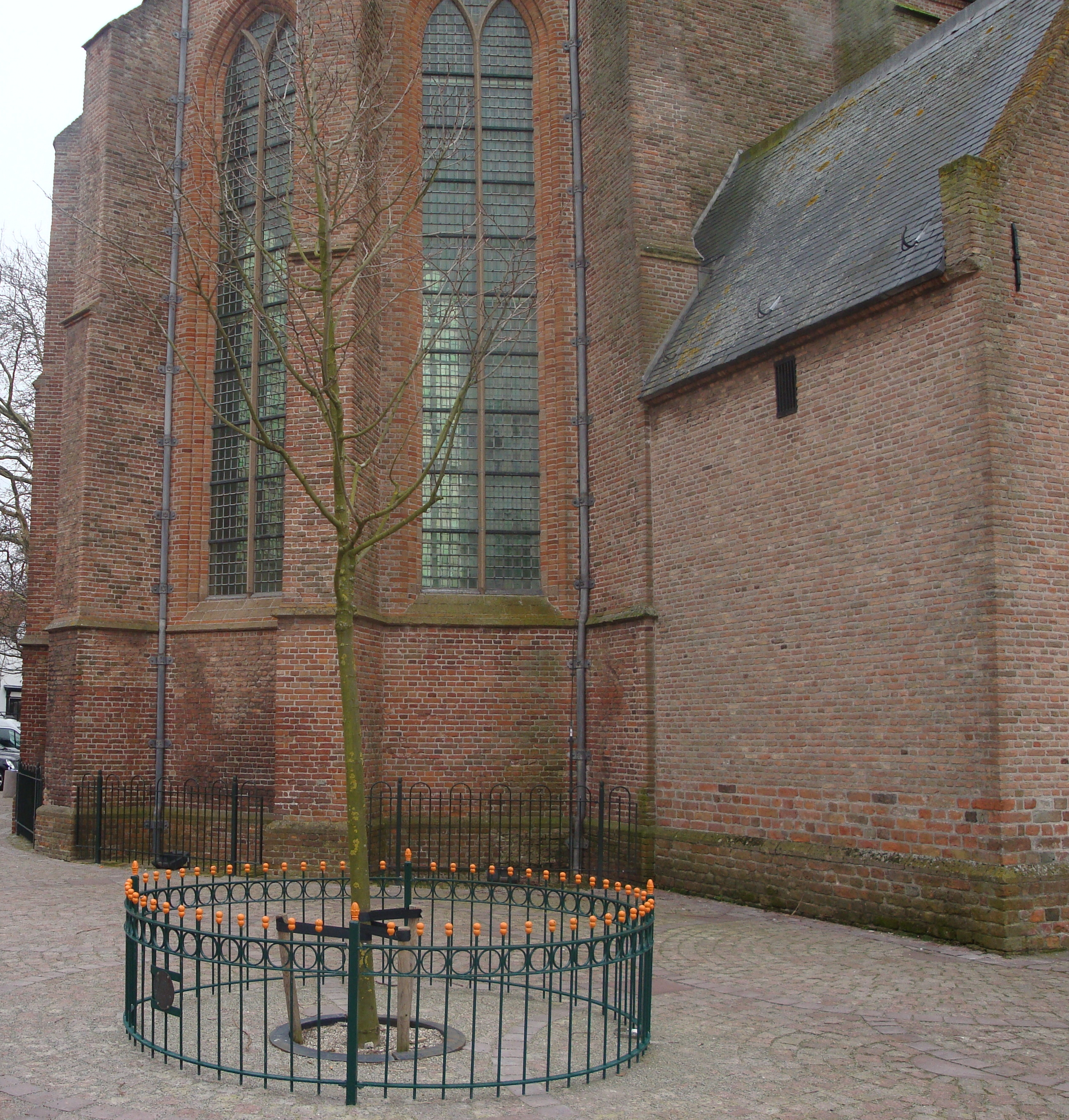
Beatrixboom, Noordwijk, geplant ter ere van de 50e verjaardag van Beatrix in 1988.
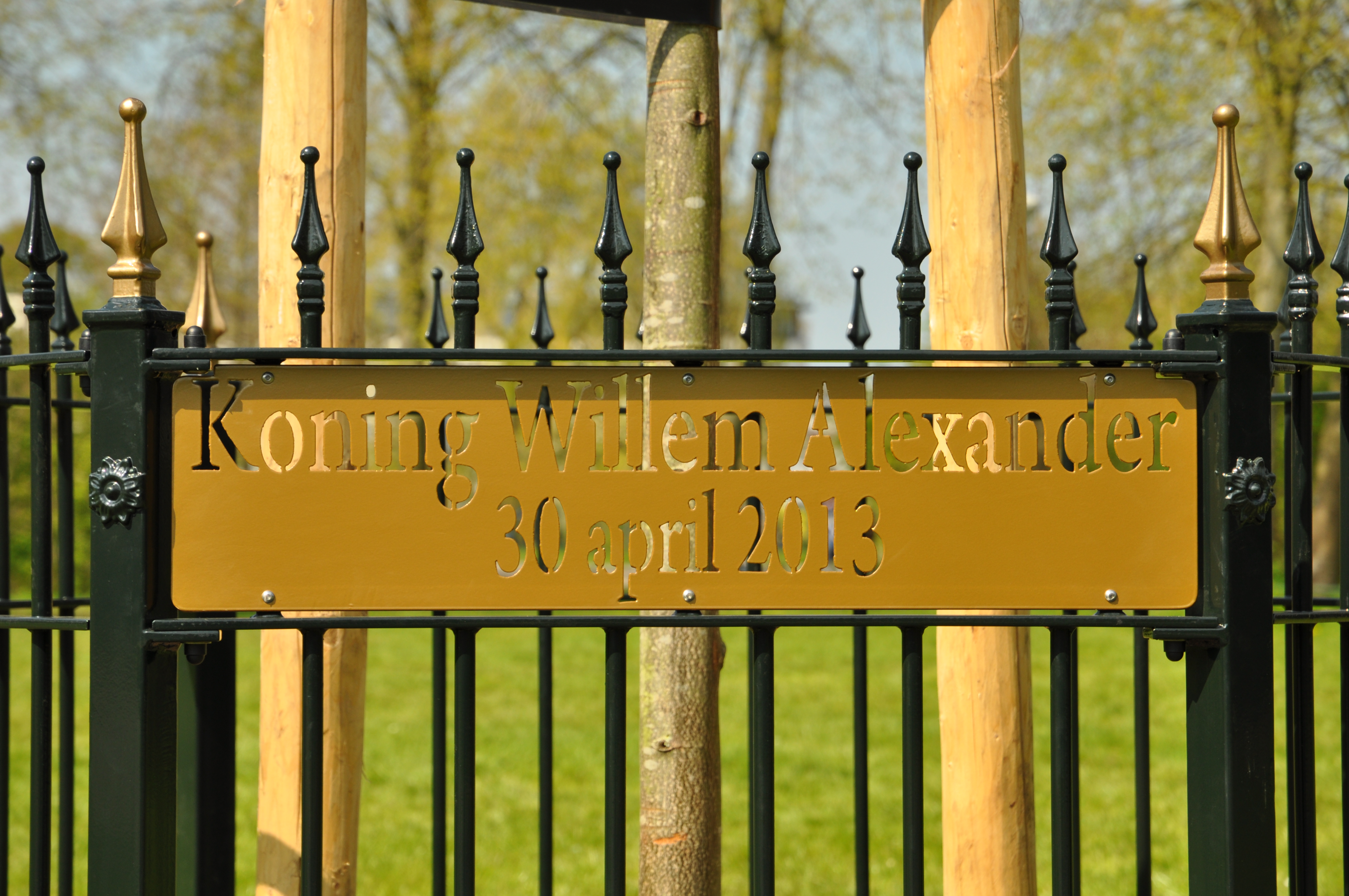
Willem-Alexanderboom, Montfoort, geplant ter gelegenheid van de troonsbestijging van Willem-Alexander in 2013.
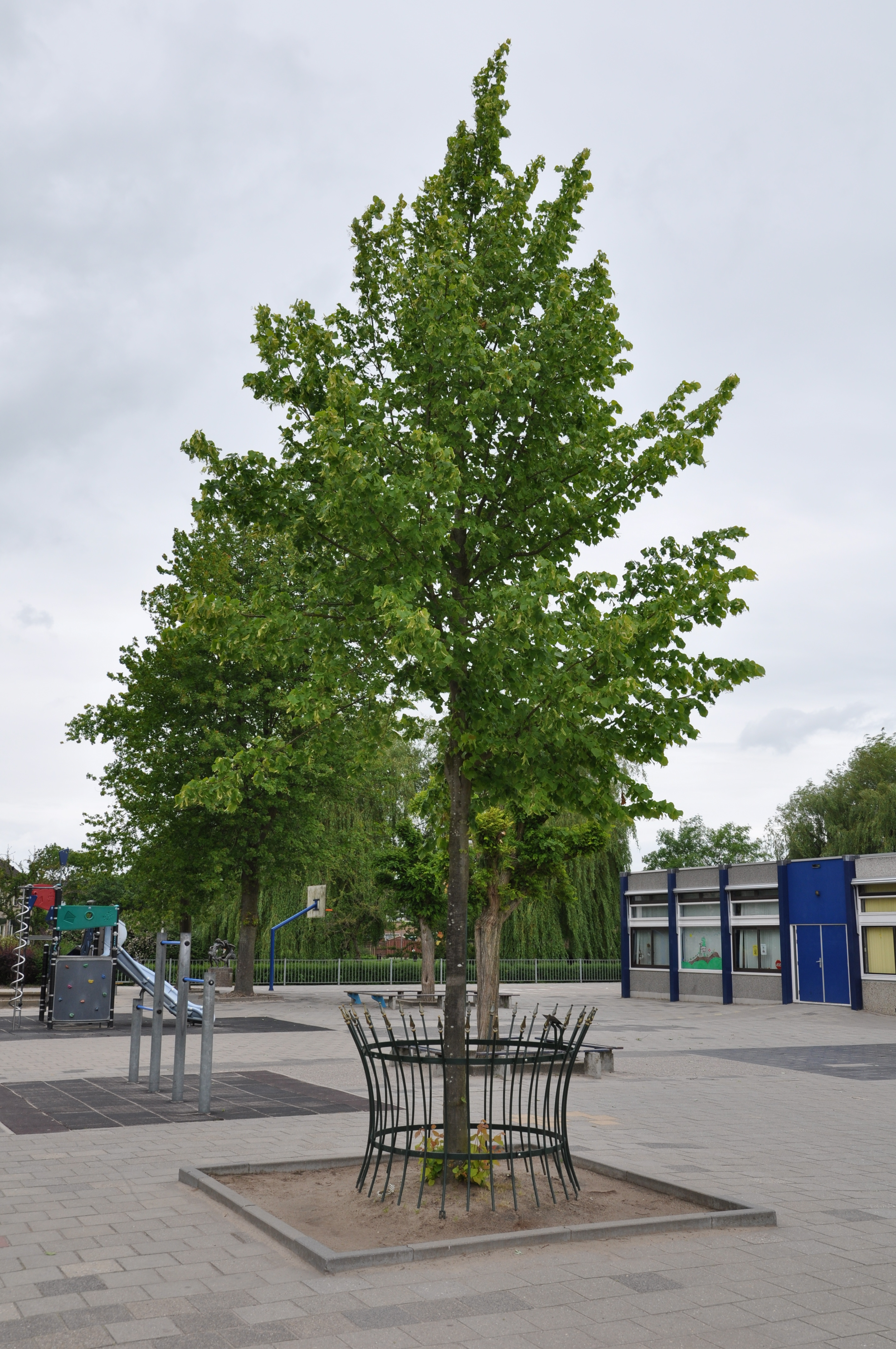
Amaliaboom, Montfoort, geplant ter ere van de geboorte van prinses Amalia in 2003.